# オクリョ (小惑星)
オクリョ (475 Ocllo) は近日点が火星の遠日点より内側に位置する火星横断小惑星である。1901年8月14日、アメリカの天文学者、デリール・スチュワート (DeLisle Stewart) がペルーのアレキパで発見した。
インカ帝国の創造神話に登場する初代インカ皇帝の妹にして妃、ママ・オクリョから命名された。
2006年11月に茨城県で掩蔽が観測された。